# チョコボランド
『チョコボランド』（Chocobo Land: A Game of Dice）は、スクウェア（現：スクウェア・エニックス）が2002年12月13日に発売したゲームボーイアドバンス用ボードゲームである。
1999年に発売されたPlayStation用オムニバスソフト『チョコボコレクション』に収録されたうちの1本『ダイスDEチョコボ』をリメイクした作品となっている。
スクウェアのゲームボーイアドバンス参入第1弾であり、スクウェアが携帯型ゲームのソフトを発売するのは『FRONT MISSION』（ワンダースワンカラー）から5ヶ月振りであり、任天堂のゲーム機としては『トレジャーハンターG』（スーパーファミコン）から6年振りであり、さらに任天堂の携帯型ゲームを発売するのは『時空の覇者 Sa・Ga3』（ゲームボーイ）から約11年振りとなった。

## 概要
ファイナルファンタジーシリーズのキャラクターであるチョコボを始めとした、デフォルメされたキャラクターたちが登場する、対戦型ボードゲームである。
本作の元になった『ダイスDEチョコボ』は、もともと「スクウェア マスターピース」シリーズの1つとしてワンダースワンカラーに移植される予定だったが、企画は実現せず、発売中止となった。その後、ゲームボーイアドバンスで『チョコボランド』としてリメイクすることが発表され、2002年に発売された。このためか、ワンダースワンカラー版の開発中の画面と、ゲームボーイアドバンスで発売された本作の画面には、グラフィック上の変更はほとんど加えられていない。
基本的な内容はPlayStation版『ダイスDEチョコボ』をベースにしているが、原作のムービーシーンはドット絵による表現となり、ゲーム内容としては新ステージや新魔石などが追加され、バランス調整などが施されたグレードアップバージョンとなっている。

## 関連書籍
- 『チョコボランド公式ガイド ともだちいっぱいコレクションの本』 ISBN 4-7577-1269-3 / エンターブレイン、2002年12月